# Lijst van voetbalinterlands Australië - Spanje (vrouwen)
Deze lijst van voetbalinterlands is een overzicht van alle officiële voetbalinterlands tussen de nationale vrouwenteams van Australië en Spanje. De landen hebben tot nu toe twee keer tegen elkaar gespeeld.

## Wedstrijden
| № | Plaats | Datum            | Competitie          | Wedstrijd          | Uitslag |
| - | ------ | ---------------- | ------------------- | ------------------ | ------- |
| 1 | Huelva | 25 juni 2022     | Vriendschappelijk   | Spanje − Australië | 7 − 0   |
| 2 | Sydney | 19 februari 2023 | Cup of Nations 2023 | Australië − Spanje | 3 − 2   |

## Samenvatting
| Competitie        | Totaal gespeeld | Winst Australië | Gelijk | Winst Spanje | Doelsaldo Australië – Spanje |
| ----------------- | --------------- | --------------- | ------ | ------------ | ---------------------------- |
| Cup of Nations    | 1               | 1               | 0      | 0            | 3 − 2                        |
| Vriendschappelijk | 1               | 0               | 0      | 1            | 0 − 7                        |
| Totaal            | 2               | 1               | 0      | 1            | 3 − 9                        |